# هارييت بروكس
هارييت بروكس (بالإنجليزية: Harriet Brooks)‏ (و. 1876 – 1933 م) هي فيزيائية، وعالمة نووية كندية، توفيت في مونتريال، عن عمر يناهز 57 عاماً.
.

## التعليم
تعلمت في جامعة مكغيل، وكلية برين ماور، وكلية نيونهام.